# Zeki Müren
Zeki Müren, ricordato anche come "San'at Güneşi" (Sole dell'Arte), "Batmayan Güneş" (Sole che non tramonta), "Paşa" e "Güneşin oğlu" (Figlio del sole) (Bursa, 6 dicembre 1931 – Smirne, 24 settembre 1996), è stato un cantante, compositore, attore e poeta turco.
Famoso per la sua voce potente e la precisa articolazione delle parole, Müren è considerato una delle voci più grandi della musica classica turca.

## Infanzia ed istruzione
Nacque come unico figlio di Kaya Müren e Hayriye Müren il 6 dicembre 1931 a Bursa, nella casa al numero 30 di Ortapazar Caddesi. Era figlio di una famiglia che da Skopje, Macedonia, si trasferì a Bursa. Il padre era un commerciante di legname. Era un ragazzo magro e di bassa statura. Frequentò le elementari alla scuola "Osmangâzi" di Bursa. Ancora alle elementari, le sue doti furono scoperte dagli insegnanti e iniziò così ad interpretare i ruoli più importanti nelle recite musicali scolastiche. Il primo ruolo della sua vita fu un ruolo di pastore in una di queste recite. Continuò la sua formazione scolastica alle scuole medie "Tahtakale" di Bursa. Finite le scuole medie, parlò a suo padre del desiderio di andare ad Istanbul e, con il suo consenso, si iscrisse al Liceo “Boğaziçi” di Istanbul, che terminò col massimo dei voti. In seguito si iscrisse all'Accademia Statale di Belle Arti di Istanbul (l'attuale Università di Belle Arti Mimar Sinan) e si diplomò a pieni voti dalla facoltà superiore di Decoro e Ornamenti, atelier Sabih Gözen. Espose i suoi studi e i suoi disegni più volte, a partire dagli anni della sua gioventù studentesca.

## Carriera musicale
Zeki Müren iniziò ad acquistare dimestichezza con il mondo della musica grazie alle lezioni di solfeggio prese da tanbûri İzzet Gerçeker a Bursa. Nel 1949, mentre frequentava il Liceo, grazie alle lezioni prese da Agopos Efendi e Udi Kirkor, continuò ad accrescere le sue conoscenze in materia musicale. In seguito, ebbe l'opportunità di imparare dal compositore da Şerif İçli, il quale conosceva approfonditamente la musica fasıl e ne possedeva un ampio repertorio, diversi brani; si servì anche di Refik Fersan, Sadi Işılay e Kadri Şençalar.
Nel 1950, mentre era ancora studente universitario, passò l'esame di ammissione ed entrò alla radio TRT di Istanbul. Dei 186 candidati fu l'unico a passare l'esame. Il 1º gennaio 1951, alla radio di Istanbul, durante un programma trasmesso in diretta, diede il suo primo concerto radiofonico, che riscosse molto successo. L'orchestra che lo accompagnò in tale occasione era composta da 5 musicisti, tutti divenuti delle leggende in campo musicale: Hakkı Derman (violino), Şerif İçli (ud, una sorta di liuto), Şükrü Tunar (clarinetto), Refik Fersan (tanbur) e Necdet Gezen (percussioni). A quel tempo la radio TRT di Ankara era la radio più ascoltata in Anatolia, mentre la radio TRT di İstanbul non si riusciva a seguire in modo netto nell'entroterra. Durante la stessa settimana del suo primo concerto, Şükrü Tunar portò Müren alla sua casa discografica nel quartiere di Yeşilköy e gli fece incidere su disco la sua canzone "Muhabbet kuşu". Grazie a questo disco, Zeki Müren divenne noto in tutto il territorio turco. Dopo questo primo concerto, Müren iniziò a cantare con continuità nelle diverse radio turche. I suoi programmi radiofonici durarono per quindici anni, e la maggior parte erano programmi trasmessi in diretta. Müren iniziò poi a darsi maggiormente alla vita di scena e all'incisione di dischi. Diede il suo primo concerto in scena il 26 maggio 1955. Solitamente Müren indossava i costumi e abiti di scena che disegnava egli stesso. Applicò in Turchia molte novità, come l'abbigliamento uguale per tutta l'orchestra, il palco a "T", per poter cantare e avvicinarsi anche a chi sedeva nei tavoli e nelle file posteriori. Zeki Müren è il cantante che diede il numero maggiore di concerti in Turchia. Ci furono dei prolungati periodi in cui dava più di 100 concerti l'anno. Diede inoltre molti concerti in paesi esteri, quali Inghilterra, Germania, Australia e Stati Uniti d'America. Si esibì per 11 anni senza soste, insieme a Behiye Aksoy, al Maksim Gazino, gestito da Fahrettin Aslan.

## Brani e composizioni
Zeki Müren incise più di 600 fra dischi, cassette e cd. La prima canzone che recitò è quella di Şükrü Tunar, intitolata "Bir muhabbet kuşu" ("Un usignolo"). Müren vinse nel 1955 con la sua canzone “Manolyam” ("La mia magnolia") il premio del Disco d’Oro, assegnato per la prima volta in Turchia. Nel 1991 fu nominato artista di stato dal Presidente della Repubblica Turgut Özal. Ha composto circa 300 canzoni. La sua prima canzone, che compose a soli 17 anni, è “Zehretme hayatı bana cânânım” ("Non avvelenarmi la vita, mia amata"), scritta nel makam acemkürdî. "Şimdi uzaklardasın" (makam sûzinâk), "Manolyam" (makam kürdîlihicazkâr), "Bir demet yâsemen" (makam nihavend), "Gözlerinin içine başka hayal girmesin" (makam nihavend) sono le sue canzoni più amate e che si cantano ancora oggi molto spesso.

## Carriera cinematografica
Zeki Müren intraprese la carriera cinematografica nel 1954, con il film intitolato “Beklenen Şarkı” ("La canzone tanto attesa"). Dopo questo film, che riscosse un enorme successo anche economico, egli recitò in altri 18 film, le cui trame e colonne sonore scrisse egli stesso. Nel 1965 recitò come attore principale nello sceneggiato "Çay ve sempati", messo in scena al Teatro Arena di İstanbul.

## Altre occupazioni
Zeki Müren, oltre al canto e alla carriera cinematografica, continuò a disegnare e a progettare abiti e costumi grazie alla sua laurea universitaria. La maggior parte dei suoi costumi di scena furono ideati e disegnati da lui stesso. Müren, interessato anche alla pittura dagli anni universitari, espose più volte sia i suoi disegni che i suoi quadri in molte città (Ankara, Smirne, İstanbul e altre). Nel 1965 pubblicò un suo libro di poesie intitolato “Bıldırcın Yağmuru” ("La pioggia di quaglie"), contenente circa un centinaio di sue composizioni. Alcune poesie presenti nel libro sono: Pembe Yağmurlar (piogge rosate), Bursa Sokağı (la via di Bursa), İkinci Sâdık Dost (il secondo amico fedele), Çim Makası (le forbici per l'erba), Son Kavga (l'ultimo litigio), Alınyazım (il mio destino), Kazancı Yokuşu (la salita di Kazancı) e Kendimi Arıyorum (cerco me stesso).

## Gli ultimi anni e la morte

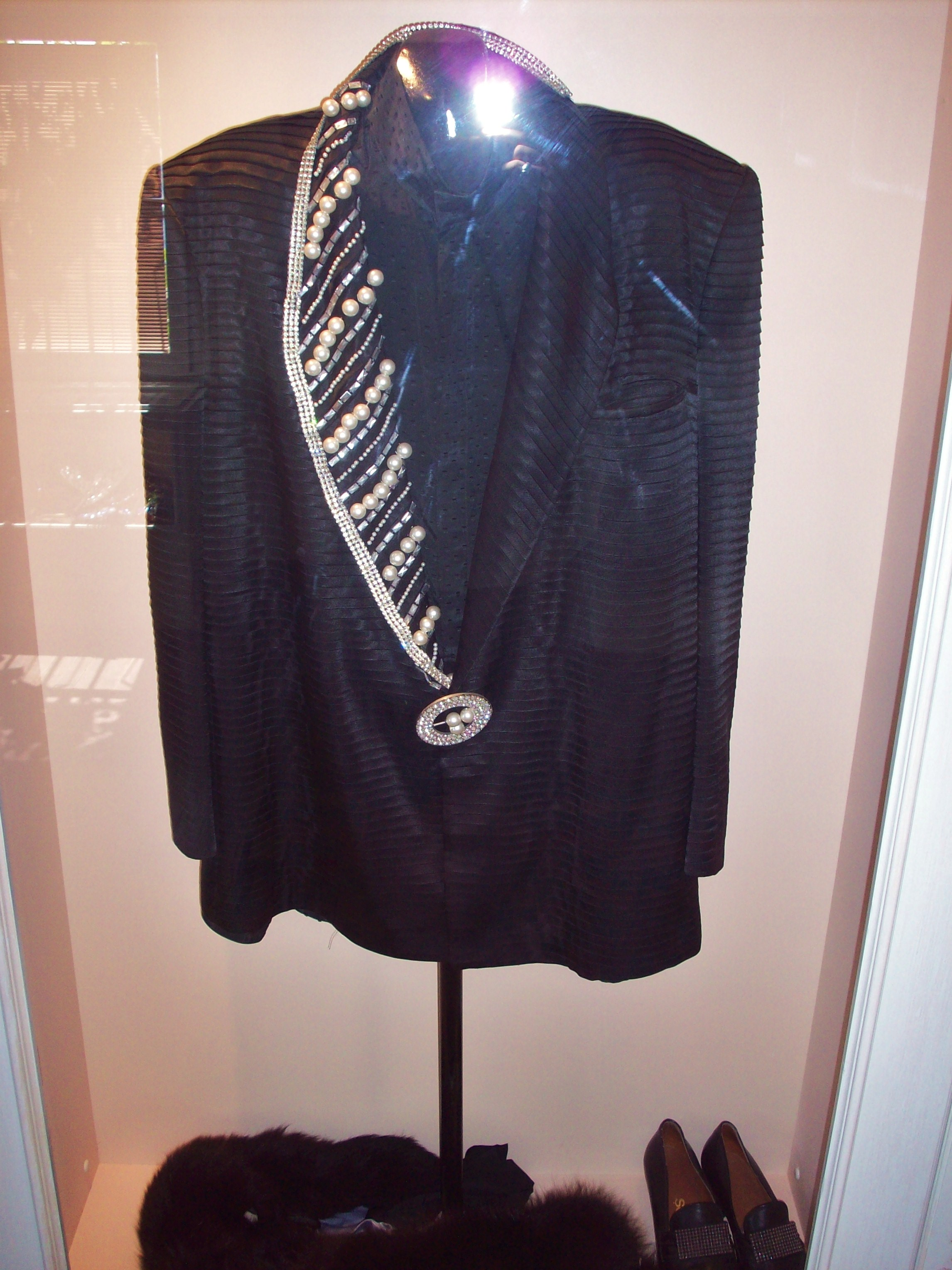
Costume di scena dell'artista

Zeki Müren, a causa dei problemi cardiaci e del diabete, negli ultimi 6 anni della sua vita si allontanò dallo show-biz e dai media. Si ritirò nella sua villa di Bodrum. Descrisse questo periodo come un "riposo personale".
Il 24 settembre 1996, martedì, durante il ricevimento organizzato in suo onore dalla televisione TRT di Smirne, morì a causa di un arresto cardiaco. Una moltitudine di gente assistette ai suoi funerali, compresi capi di stato e religiosi. La sua tomba si trova nella sua città natia, Bursa, nel cimitero di Emirsultan. 
Nel suo testamento, lasciò tutti i suoi beni a due associazioni benefiche, la Türk Eğitim Vakfı (TEV), un'associazione che si occupa di sussidi all'istruzione e della costruzione di scuole, e il Mehmetçik Vakfı, associazione che assiste le famiglie dei mutilati e dei caduti in guerra. Fino al 2013 almeno 2251 studenti universitari hanno potuto studiare grazie alla borsa di studio conferita dal fondo di Zeki Müren. Inoltre, TEV e Mehmetçik Vakfı hanno fatto costruire nel 2002 a Bursa l'Accademia di Belle Arti Zeki Müren. In questa scuola si forniscono tutt'oggi insegnamenti in molti rami artistici.
Dopo la morte del cantante, la sua casa di Bodrum fu trasformata dal Ministero della Cultura nel "Museo artistico Zeki Müren", inaugurato nel 2000 e aperto al pubblico.

## Vita privata

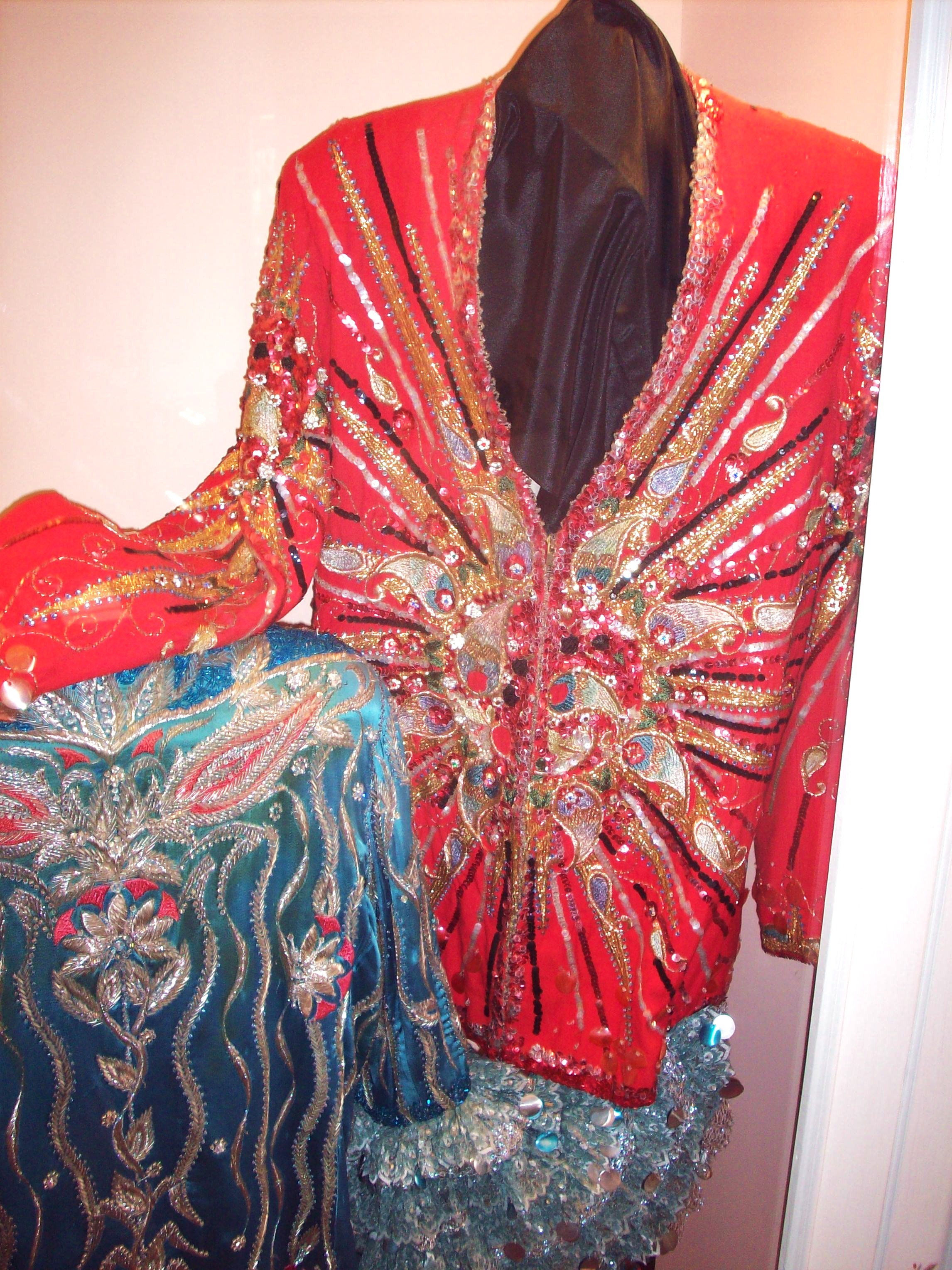
Alcuni costumi realizzati e indossati da Zeki Müren

Zeki Müren non si sposò mai. Riuscì a mantenere sempre attiva l'attenzione della gente nella Turchia degli anni '50 con i suoi costumi di scena che forzavano l'abitudinario e il comportamento sulla scena. Nonostante nei primi anni della sua carriera propendesse per un abbigliamento e uno stile di capelli più comuni, negli anni seguenti si esibì con costumi spesso definiti eccentrici o femminili, capelli stravaganti e trucco. Non compì mai una dichiarazione circa il suo orientamento sessuale e spesso fu fotografato e ricordato con attrici e cantanti famose. La più nota è la cantante pop Ajda Pekkan. 

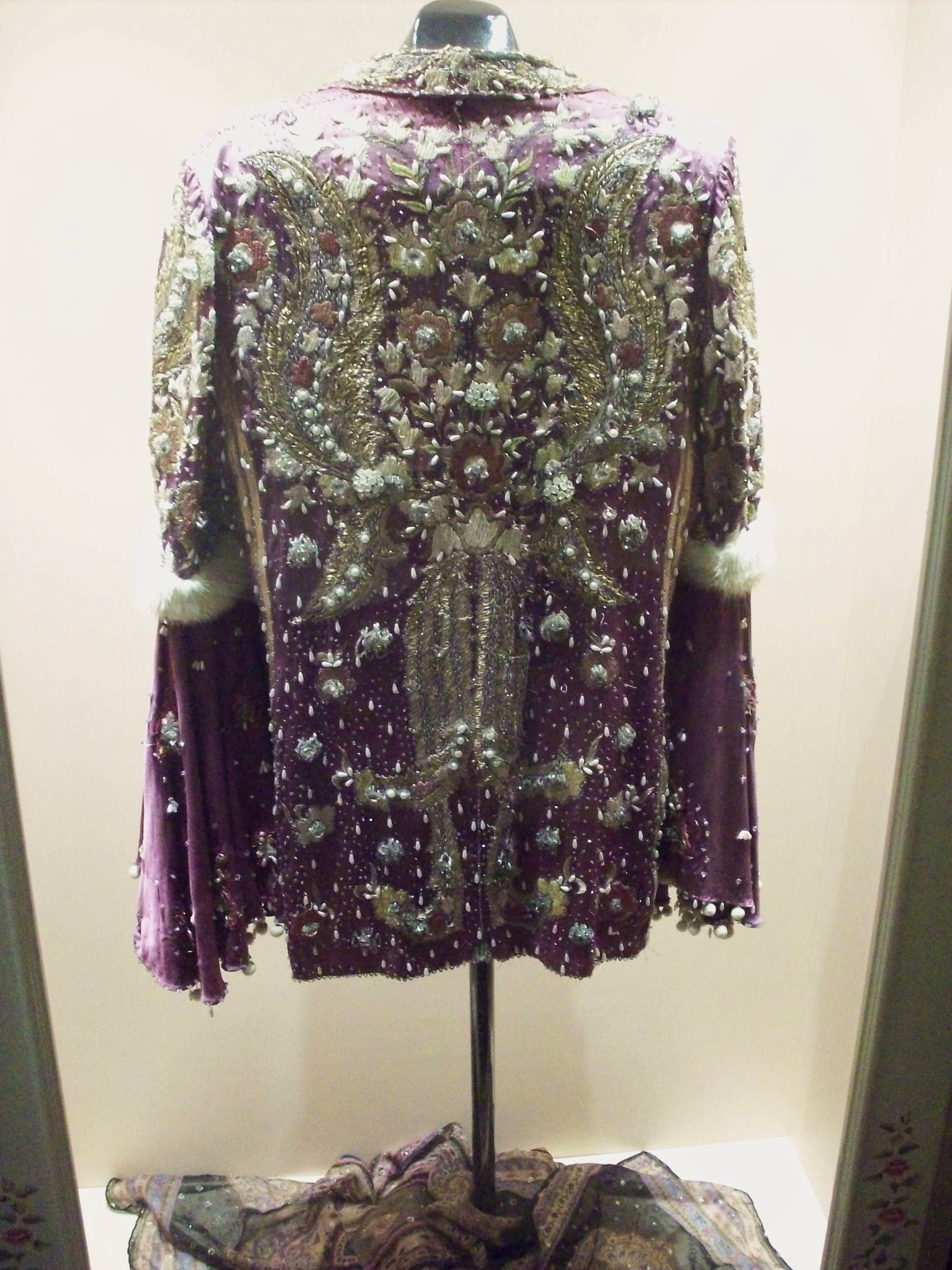
Costume di scena con perle e pelliccia, intessuto con fili dorati su tessuto broccato viola

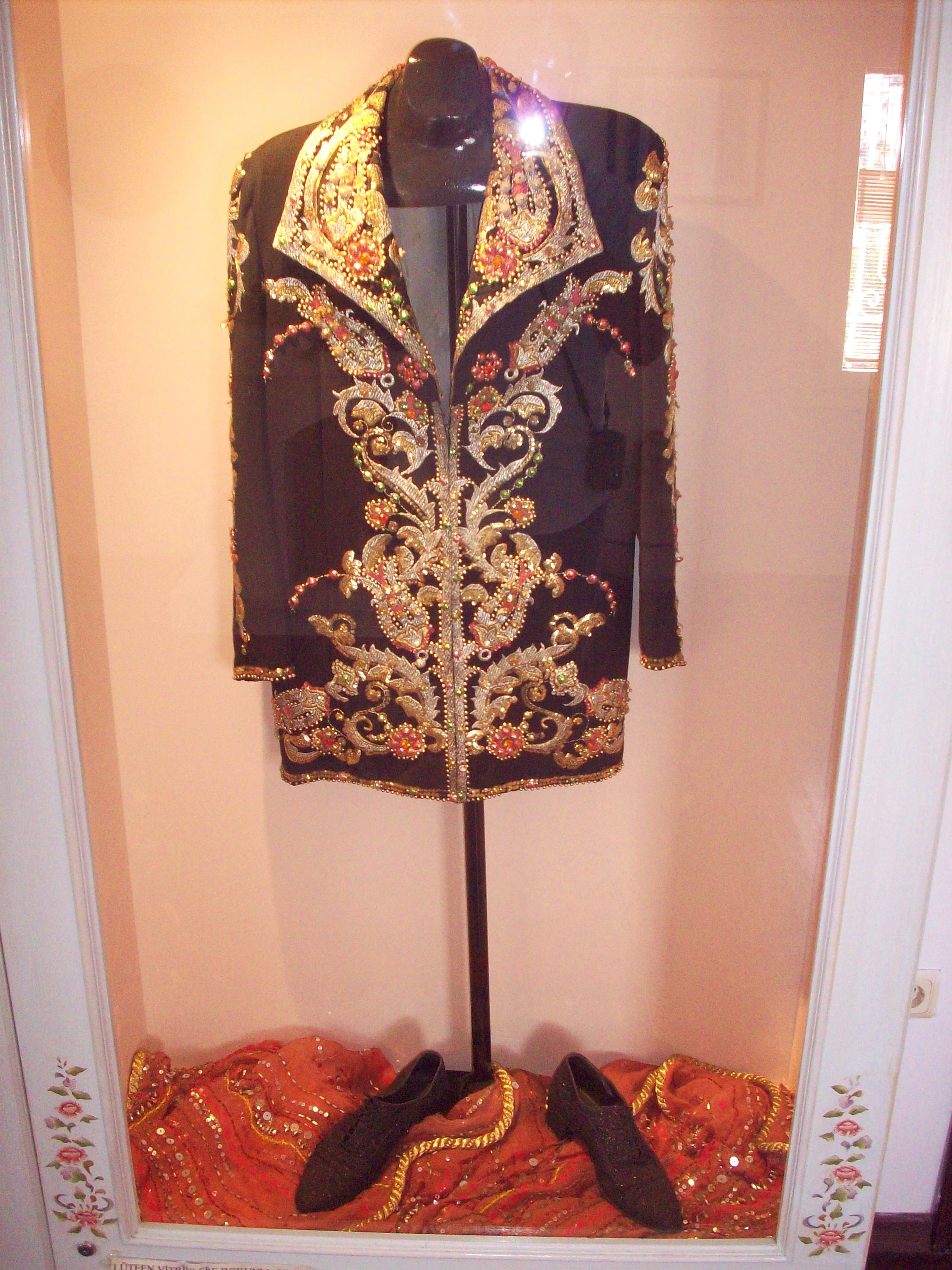
Altro costume del cantante

## Carattere e relazioni
- Zeki Müren era noto per parlare e prestare attenzione all'utilizzo di un turco a tratti aulico ed estremamente corretto.
- Il suo soprannome "Müziğin Paşası" (Pascià della Musica) gli fu conferito dalla popolazione della città di Antalya dopo il suo grande concerto ad Aspendos nel 1969. Il cantante riferì che, pur contento e onorato di essere ricordato in questo modo, non conosceva il motivo di questo appellativo.[9]
- Zeki Müren compì l'obbligatorio servizio di leva tra 1957 e 1958; 6 mesi all'Ankara Piyade Okulu, 6 mesi allo Harbiye Temsil Bürosu di İstanbul e 3 mesi a Çankırı.[1]
- Normalmente dormiva circa 4 ore e al mattino non era solito fare colazione.
- Era astigmatico ipermetrope per 1,5 gradi e non utilizzò lenti a contatto.
- Una volta sul palco, non girava la schiena ai suoi spettatori ed era solito uscire di scena camminando all'indietro. In tutta la sua vita non infranse mai questa regola.
- Non ebbe mai una segretaria. Essendoci famiglie e persone che gli raccontavano, tramite le lettere, i loro problemi, ci sarebbe potuto essere il rischio di trapelamento di alcune informazioni riservate. Per questo motivo leggeva e rispondeva personalmente, per quanto possibile, alle lettere e richieste che riceveva.
- Non ebbe mai guardie del corpo.[1]
- Non firmò un solo contratto durante tutta la sua vita. Ad esempio, gli accordi con i gestori dei locali dove si sarebbe dovuto esibire li stabiliva con una semplice stretta di mano.[1]
- Non aveva conti bancari o beni all'estero; tutto ciò che possedeva si trovava all'interno della Turchia.[1]

## Discografia

### Album pubblicati durante la sua vita
- Senede bir gün (1970)
- Pırlanta 1 (1973)
- Pırlanta 2 (1973)
- Pırlanta 3 (1973)
- Pırlanta 4 (1973)
- Hatıralarım (1973)
- Anılarım (1974)
- Güneşin oğlu (1976)
- Mücevher (1977)
- Nazar Boncuğu (1978)
- Sükse (1979)
- Kahır mektubu (1981)
- Hayat öpücüğü (1984)
- Aşk kurbanı (1985)
- Masal (1986)
- Helal olsun (1987)
- Gözlerin doğuyor gecelerime (1988)
- Ayrıldık işte (1989)
- Zirvedeki şarkılar (1989)
- Dilek çeşmesi (1990)
- Bir tatlı tebessüm (1990)
- Doruktaki nağmeler (1991)
- Sorma (1992)

### Album pubblicati postumi
- Muazzez Abacı & Zeki Müren düet (2000)
- Zeki Müren: 1955-1963 kayıtları (2002)
- Selahattin Pınar şarkıları (2005)
- Sadettin Kaynak şarkıları (2005)
- Batmayan güneş (2006)
- Zeki Müren ile baş başa – Radyo günleri 1 (2008)
- Zeki Müren ile baş başa – Radyo günleri 2 (2008)
- Zeki Müren ile baş başa – Radyo günleri 3 (2008)
- Saklı kayıtlar (2009)

Esistono inoltre altri 12 album pubblicati dalla Grafson Plâk tra gli anni 1968-1974.
Oltre ai titoli elencati, è presente un congruo numero di album pubblicati all'estero con nomi differenti.

## Filmografia
- Beklenen şarkı - La canzone tanto attesa (1953)
- Son beste - L'ultimo componimento (1955)
- Berduş - Vagabondo (1957)
- Altın kafes - La gabbia dorata (1958)
- Kırık plak - Il disco spezzato (1959)
- Gurbet (1959)
- Aşk hırsızı - Ladro d'amore (1961)
- Hayat bazen tatlıdır - La vita a volte è dolce (1962)
- Bahçevan - Il giardiniere (1963)
- İstanbul kaldırımları - I marciapiedi di Istanbul (1964)
- Hep o şarkı - Sempre quella canzone (1965)
- Düğün gecesi - La sera del matrimonio (1966)
- Hindistan cevizi - La noce di cocco (1967)
- Kâtip - L'impiegato (1968)
- İnleyen nağmeler - Le melodie afflitte (1969)
- Kalbimin sahibi - Il possessore del mio cuore (1969)
- Aşktan da üstün - Più dell'amore (1970)
- Rüya gibi - Come un sogno (1971)